# گیس‌بریده
گیس بریده فیلمی به کارگردانی جمشید حیدری و نویسندگی حسن انصاریان ساختهٔ سال ۱۳۸۵ است.

## بازیگران
- محمدرضا شریفی‌نیا
- گلشیفته فراهانی
- سارا خوئینی‌ها
- فهیمه راستکار
- صدرالدین حجازی
- شهره لرستانی
- امیررضا گیتی بان
- محمد خسروی
- یوسف پشندی
- پویا حیدری
- مهدی فقیه
- سودابه بیضایی
- سمیرا حسینی
- سعید بلندنظر
- مهدی تولایی
- سوگند قهرمانی
- مهناز فصاحتی
- مینا شهبازی
- آسیه امیرسرداری
- سهیلا نوروزی
- هانیه پوری
- محمدناصر سیدی
- سودابه علیپور
- حامد ناظمی
- ساناز حبیبی
- حوری مقدسی
- فریبا امیری
- محمدباقر سیدی
- علی اصغر نجات